# 監禁逃亡 性奴隷
『監禁逃亡 性奴隷』（かんきんとうぼう せいどれい）は、1997年6月27日にSEN PLANNINGから発売された栗林知美主演のオリジナルビデオ。R15作品。『監禁逃亡』シリーズの第9弾である。

## 出演
- 岡本美雪（女教師）：栗林知美
- 三枝さえぐさ 彰（刑事）：長倉大介
- 波多野 光：細川充
- 早瀬由美（女医）：しみず霧子
- 小泉桂子：河名麻衣
- 本多 恵：吉岡まり子
- 高木真理：川上流風
- 埼玉県警の西村刑事：清水宏
- 夏名刑事：けーすけ
- 編集長：並樹史朗
- 恵の父：森羅万象
- リー：季丹（特別出演）
- 山口刑事部長：寺田農

## スタッフ
- 監督：池田敏春
- プロデューサー：黒須功
- 企画・制作：セン プランニング
- 脚本：竹橋民也
- 撮影：田口晴久
- 照明：金子雅勇
- 録音：臼井勝
- 美術：西村徹
- 特殊美術：若狭新一
- 記録：高木厚太郎
- メイク：岩井裕一
- 衣裳：磯井篤郎
- 技術：吉永元茂
- スチール：石原宏一
- 音楽・効果：真谷昭弘
- 助監督：芝祐二、藤原健一、山田豊志
- 制作担当：高田聡
- 制作進行：明山智、吉田昌史
- 特殊美術助手：織田尚、有吉奈津子
- 編集・MA：コスモスタジオ車両：サニー企画
- カースタント：マエダオート
- 制作協力：オフィスハセガワ
- キャスティング協力：綿引近人
- 発売・販売：SEN PLANNING
- 販売協力：ジャパンホームビデオ